# Ісопенко Микола Іванович
Микола Іванович Ісопе́нко (нар. 21 листопада 1921, Задубрівка — пом. 13 грудня 2009, Задубрівка) — український скульптор.

## Біографія
Народився 21 листопада 1921 року в селі Задубрівці (нині Чернівецький район Чернівецької області, Україна). Навчався у майстерні ювеліра Н.-В. Александреску в Чернівцях; упродовж 1955—1958 років — у Київському художньому інституті.
З 1960-х років працював скульптором Чернівецьких виробничих майстерень. Помер у Задубрівці 13 грудня 2009 року.

## Творчість
У реалістичному стилі створював композиції, пам'ятники, обеліски, рельєфи, портрети, погруддя. Серед робіт:
- горельєф «Хотинські комсомольці»;
- погруддя Івана Франка, Юрія Федьковича, Параски Амбросій;

композиції
- «Зустріч Івана Франка з Ольгою Кобилянською» (1957);
- «Юрій Федькович із “Кобзарем”» (1957);
- «Ольга Кобилянська знайомить Лесю Українку з Василем Стефаником» (1981);
- «Леся Українка читає поезії Івану Франку» (1982);
- «Фольклорист за роботою» (1982);

портрети
- «Ольга Кобилянська» (1956);
- «Олекса Довбуш» (1956);
- «Тарас Шевченко» (1956);
- «Марко Черемшина» (1956);
- «Іван Франко» (1956);
- «Микола Івасюк» (1975);
- «Сидір Воробкевич» (1985);

пам'ятники
- односельцям, які загинули на фронтах німецько-радянської війни, у місті Герці, селах Чернівецької і Тернопільської областей;
- односельцям, розстріляним румунськими окупантами під час німецько-радянської війни у селі Гвіздівцях;
- Миколі Щербині у селі Задубрівці;
- Лук'яну Кобилиці, ватажку селянського антикріпацького повстання на Буковині 1848 року у селі Сергіях;
- обеліск загонам Червоної армії, які форсували Дністер під час відвоювання Північної Буковини і Бессарабії у 1940 році у селі Волошковому.

Окремі роботи зберігаються в Чернівецькому краєзнавчому музеї, Літературно-меморіальному музеї Ольги Кобилянської, Чернівецькому будинку народної творчості.
Автор книги спогадів «Скарб незабудок» (Вижниця, 2004).